# HD 28114
HD 28114，又名BD+08 687，SAO 111817、HR 1397，是一颗恒星，视星等为6.06，位于銀經186.3，銀緯-26.9，其B1900.0坐标为赤經4h 20m 55.5s，赤緯+8° -26.9′ 47″。